# ベリ
ベリ（古ノルド語: Beli）は北欧神話に登場する巨人である。

## 概要
彼は神フレイによって殺される人物として知られる。
古エッダやスカルド詩において、フレイはしばしば「ベリの敵」や「ベリの殺し手」と表現される。例として、『巫女の予言』では、「輝くベリの殺し手（＝フレイ）がスルトに立ち向かう」といった表現がある。また、〈詩人ぞこない〉エイヴィンドの詩には、「ベリの殺し手（＝フレイ）のはるかな岸辺」という表現がある。
フレイがベリを殺した経緯は『スノッリのエッダ』第一部『ギュルヴィたぶらかし』37章で述べられている。フレイは彼の宝剣を、ゲルズに求婚するため差し向けた召使いのスキールニルに褒美として与えていた。そのため代わりの武器がなく、牡鹿の角を使ってベリを殺害した。
同章にはまた、「フレイは素手でもベリを倒すことができたが、しかしラグナロクが到来しムスペルの子らと戦う時には宝剣がないのを悔いるだろう」という趣旨の記述がある。

## 異説

### ゲルズの兄
ベリがゲルズの兄だという説もある。イギリスの著述家ドナルド・A・マッケンジーは、さまざまな伝承を取捨選択し物語仕立てにして北欧神話を紹介するその著書『北欧のロマン ゲルマン神話』（日本語題）において、ゲルズに自身の兄の名がベリだと言わせている。

### 星になる
松村武雄による『北欧の神話伝説』（1980年改訂版）でも、ベリの殺害の経緯が述べられている。フレイが宝剣を手放したと聞いたベリは仲間の巨人が制止するのもきかずアルフヘイムのフレイを襲うが、フレイは壁に掛けていた大鹿の角で彼を撲殺した。彼の闘志に感心したフレイは、ベリの体を天空に投げ上げて星にしたという。しかしこの物語の原典について松村は説明をしていない。